# Gustav Hertz
Gustav Ludwig Hertz (Hamburg, 1887. július 22. –‎ Kelet-Berlin, 1975. október 30.) német atomfizikus volt, aki 1925-ben James Franckkal megosztva kapta a fizikai Nobel-díjat „az elektron atomra gyakorolt hatását szabályozó törvények felfedezéséért”.

## Élete
Hamburgban született Auguste (született Arning) és Gustav Theodor Hertz (1858–1904) ügyvéd fiaként, aki Heinrich Rudolf Hertz testvére volt. A Gelehrtenschule des Johanneums gimnáziumba járt, majd a göttingeni Georg-August Egyetemen (1906–1907), a müncheni Ludwig Maximilian Egyetemen (1907–1908) és a berlini Humboldt Egyetemen (1908–1911) tanult. 1911-ben doktorált Heinrich Rubens tanítványaként.
1911 és 1914 között Hertz Rubens asszisztense volt a Berlini Egyetemen. Ebben az időben Hertz és James Franck gázokban lejátszódó rugalmatlan elektronütközésekről végeztek kísérleteket, amelyeket Franck–Hertz-kísérletekként ismerünk, és amelyekért 1925-ben fizikai Nobel-díjat kaptak.
Az első világháború alatt Hertz 1914-től katonai szolgálatot teljesített. 1915-ben csatlakozott Fritz Haber egységéhez, amely mérgező klórgázt vezetett be fegyvernek. 1915-ben súlyosan megsebesült. 1917-ben magántanárként tért vissza a berlini egyetemre. 1920-ban kutatófizikusként helyezkedett el az eindhoveni Philips izzólámpagyárban, ahol 1925-ig dolgozott.

## Pályája
1925-ben Hertz a Halle-Wittenbergi Martin Luther Egyetem Fizikai Intézetének rendes professzora és igazgatója lett. 1928-ban a kísérleti fizika rendes professzora és a Berlini Műszaki Főiskola ("THB"), a mai Berlini Műszaki Egyetem Fizikai Intézetének igazgatója lett. Itt fejlesztett ki egy gázdiffúziós izotópszétválasztási technikát. Mivel Hertz tisztként szolgált az első világháború alatt, ideiglenesen védve volt a nemzetiszocialista politikától és a hivatásos közszolgálat helyreállításáról szóló törvénytől, de végül a politikák és törvények szigorúbbak lettek, és 1934 végén kénytelen volt lemondani a THB-nál betöltött pozíciójáról, mivel "másodfokú részzsidónak" minősítették (apai nagyapja, Gustav Ferdinand Hertz gyermekként zsidó volt, mielőtt egész családja 1834-ben áttért a lutheránus hitre). Ezután a Siemensnél helyezkedett el, a II. Kutatólaboratórium igazgatójaként. Ott folytatta atomfizikai és ultrahangos munkáját, de végül abbahagyta az izotópszétválasztással kapcsolatos munkáját. Ezt a pozíciót 1945-ig, a Szovjetunióba való távozásáig töltötte be.

### A Szovjetunióban

#### "Átállási paktum"
Hertz aggódott a biztonsága miatt, és kollégájához, James Franckhoz hasonlóan az Egyesült Államokba vagy Németországon kívüli más helyre akart költözni. Így egyezményt kötött három kollégájával: Manfred von Ardenne-nel, a Forschungslaboratorium für Elektronenphysik magánlaboratóriumának igazgatójával, Peter Adolf Thiessennel, a berlini Humboldt Egyetem rendes professzorával és a Kaiser-Wilhelm Institut für physikalische Chemie und Elektrochemie (KWIPC) igazgatójával Berlin-Dahlemben, valamint Max Volmerrel, a THB Fizikai Kémiai Intézetének rendes professzora és igazgatójával. A paktum ígéretet tett arra, hogy aki először kapcsolatba lép a szovjetekkel, az fog beszélni a többiek nevében. A paktum célkitűzései háromrétűek voltak: (1) megakadályozni intézményeik kifosztását, (2) minimális megszakítással folytatni munkájukat, és (3) megvédeni magukat a múltbeli politikai cselekedetek miatti büntetőeljárástól. A második világháború vége előtt Thiessen, a náci párt tagja, kommunista kapcsolatokkal rendelkezett.

#### Részvétel a szovjet nukleáris fegyverprogramban
1945. április 27-én Thiessen páncélozott járművel érkezett von Ardenne intézetébe a szovjet hadsereg egyik őrnagyával, aki egyben vezető szovjet vegyész is volt. Mind a négy paktumtagot a Szovjetunióba vitték. Hertz került a G Intézet élére, amely Agudzeriben található, mintegy 10 km-re délkeletre Szuhumitól és Gulripshi külvárosában. Gustav Hertz G Intézetéhez rendelt témák a következők voltak: (1) Izotópok szétválasztása diffúzióval inert gázáramban, melynek vezetője Gustav Hertz volt, (2) Kondenzációs szivattyú fejlesztése, melynek vezetője Justus Mühlenpfordt volt, (3) Tömegspektrométer tervezése és építése az urán izotópos összetételének meghatározására, melynek vezetője Werner Schütze volt, (4) Keret nélküli (kerámia) diffúziós válaszfalak fejlesztése szűrőkhöz, melynek vezetője Reinhold Reichmann volt, és (5) Diffúziós kaszkád stabilitásának és szabályozásának elméletének kidolgozása, melynek vezetője Heinz Barwich volt;
Barwich Hertz helyettese volt a Siemensnél. A G Intézet további tagjai Werner Hartmann és Karl-Franz Zühlke voltak. Manfred von Ardenne lett az A Intézet vezetője. Von Ardenne A Intézetének céljai a következők voltak: (1) Izotópok elektromágneses szétválasztása, melynek vezetője von Ardenne volt, (2) Izotópszétválasztáshoz porózus gátak gyártási technikái, melyek vezetője Peter Adolf Thiessen, volt, és (3) Uránizotópok elválasztásának molekuláris technikái, melyek vezetője Max Steenbeck volt.
Lavrentij Berijával folytatott első találkozóján von Ardenne-t felkérték, hogy vegyen részt a bomba építésében, de von Ardenne gyorsan felismerte, hogy a részvétel megakadályozná Németországba való hazatelepülését, ezért az izotópdúsítást javasolta célként, amiben meg is egyeztek.

#### Kutatás Szuhumiban
Az 1940-es évek végére közel 300 német dolgozott az intézetben, és nem ők alkották a teljes munkaerőt. Az A intézet szolgált a Szuhumi Fizikai-Műszaki Intézet alapjául Sinopban, Szuhumi külvárosában. Volmer a moszkvai 9. számú Tudományos Kutatóintézetbe (NII-9) került; egy tervezőirodát kapott, ahol a nehézvíz előállításával foglalkozott. Az A Intézetben Thiessen vezető szerepet töltött be az izotópszétválasztáshoz használt porózus gátak gyártási technikáinak kidolgozásában.
1949-ben hat német tudóst, köztük Hertzet, Thiessent és Barwichot hívtak konzultációra a Szverdlovszk-44-hez, amely az urándúsításért felelt. Az üzem, amely kisebb volt, mint az American Oak Ridge gázdiffúziós üzem, a várt 90%-os vagy annál magasabb dúsításnak csak valamivel több mint a felét érte el.
1950 után Hertz Moszkvába költözött. 1951-ben másodosztályú Sztálin-díjat kapott Barwich-al együtt. Abban az évben James Franck és Hertz közösen megkapta a Max Planck-érmet a Német Fizikai Társaságtól. Hertz 1955-ig a Szovjetunióban maradt.

#### Vissza az NDK-ba
A Szovjetunióból való visszatérése után Hertz a Lipcsei Egyetem rendes professzora lett. 1955 és 1967 között a Német Demokratikus Köztársaság (NDK) Fizikai Társaságának elnöke is volt; 1967 és 1975 között tiszteletbeli elnöke.

#### Magánélete
Gustav Hertz Heinrich Rudolf Hertz unokaöccse és Mathilde Carmen Hertz unokatestvére volt. 1919-ben Hertz feleségül vette Ellen Dihlmannt, aki 1941-ben halt meg. Két fiuk született, Carl Helmut Hertz és Johannes Heinrich Hertz; mindketten fizikusok lettek.
1975. október 30-án hunyt el Kelet-Berlinben, 88 éves korában.

## Tudományos tagságok
Hertz a berlini Német Tudományos Akadémia, a göttingeni Tudományos Akadémia levelező tagja, a Magyar Tudományos Akadémia tiszteletbeli tagja, a Csehszlovák Tudományos Akadémia tagja és a Szovjetunió Tudományos Akadémiájának külföldi tagja volt.

## Publikációi
- (1914) „Über Zusammenstöße zwischen Elektronen und Molekülen des Quecksilberdampfes und die Ionisierungsspannung desselben”. Verh. Dtsch. Phys. Ges. 16, 457–467. o.
- Gustav Hertz Über das ultrarote Adsorptionsspektrum der Kohlensäure in seiner Abhängigkeit von Druck und Partialdruck. (disszertáció). (Vieweg Braunschweig, 1911)
- Gustav Hertz (szerkesztő) Lehrbuch der Kernphysik I-III  (Teubner, 1961–1966)
- Gustav Hertz (szerkesztő) Grundlagen und Arbeitsmethoden der Kernphysik (Akademie Verlag, 1957)
- Gustav Hertz Gustav Hertz in der Entwicklung der modernen Physik (Akademie Verlag, 1967)

## Lásd még
- Franck–Hertz-kísérlet
- Elektroncső
- Szórás

## Fordítás
- Ez a szócikk részben vagy egészben  a   Gustav Ludwig Hertz című angol Wikipédia-szócikk ezen változatának fordításán alapul.  Az eredeti cikk szerkesztőit annak laptörténete sorolja fel. Ez a jelzés csupán a megfogalmazás eredetét és a szerzői jogokat jelzi, nem szolgál a cikkben szereplő információk forrásmegjelöléseként.